# Lítium-jodid
A lítium-jodid ionvegyület, képlete LiI. Levegőn megsárgul, amit a jodid jóddá történő oxidációja okoz. Kristályrácsa olyan, mint a NaCl kristályrácsa. Többféle hidrátja ismert.
A lítium-jodidot elektrolitként használják magas hőmérsékletű elemekben. Használják hosszú élettartalmú szárazelemekben, például szívritmus-szabályozókhoz. Szilárd formában használják fényporként neutrondetektálásra. Használják jódkomplexekkel együtt napelemekben.
A szerves szintézisekben használják C−O kötés hasítására. Metilészterekkel reakcióba lépve karbonsavakat hoz létre:
RCO2CH3  +  LiI  +  H2O   →    RCO2H  +  LiOH + CH3I
Hasonlóan reagál az epoxidokkal és az azaridinekkel.

## Fordítás
Ez a szócikk részben vagy egészben  a   Lithium iodide című angol Wikipédia-szócikk ezen változatának fordításán alapul.  Az eredeti cikk szerkesztőit annak laptörténete sorolja fel. Ez a jelzés csupán a megfogalmazás eredetét és a szerzői jogokat jelzi, nem szolgál a cikkben szereplő információk forrásmegjelöléseként.